# Niklaus Bütler
Niklaus Bütler (* 28. Oktober 1786 in Auw, Kanton Aargau; † 14. November 1864 in Luzern) war ein Schweizer Kunstmaler.

## Kurzbiografie
Niklaus Bütler erhielt seine künstlerische Ausbildung bei den Malern Wüest und Huber in Zürich. Er verheiratete sich mit Anna Maria Trutmann aus Küssnacht am Rigi, wo die verarmte Familie um 1820 auch ihren neuen Wohnsitz bezog. Mit der Hoffnung auf ein besseres Auskommen übersiedelte er 1839 mit seiner Familie nach Luzern. In seine Lehre gingen auch seine beiden Söhne Anton Bütler und Joseph Niklaus Bütler. Sein Werk umfasst Kirchenbilder, historische Szenen, Theaterkulissen, Porträts und auch Möbel. Bekannt ist sein monumentales Leinwandgemälde Gesslers Tod, das er 1834 für die Tellskapelle in Küssnacht schuf.